# Rombo (huyện)
Rombo là một huyện thuộc vùng Kilimanjaro, Tanzania. Thủ phủ của huyện Rombo đóng tại Tarakea Motamburu. Huyện Rombo có diện tích 1482 ki lô mét vuông. Đến thời điểm điều tra dân số ngày 25 tháng 8 năm 2002, huyện Rombo có dân số 245716 người.